# Black Sheep (1996)
Black Sheep (alternativ: Black Sheep – Schwarzes Schaf mit weißer Weste) ist eine US-amerikanische Filmkomödie von Penelope Spheeris aus dem Jahr 1996.

## Handlung
Al Donnelly kandidiert für das Amt des Gouverneurs des Staates Washington. Die peinlichen Auftritte seines tollpatschigen Bruders Mike als Wahlhelfer gefährden jedoch seine politischen Ambitionen. Al beauftragt seinen Mitarbeiter Steve Dodds, auf Mike aufzupassen. Steve und Mike ziehen in eine Hütte im Wald. Dort geraten sie an Drake Sabitch, einen ehemaligen Soldaten, der sich mit Mike anfreundet.
Zwei Mitarbeiter der amtierenden Gouverneurin Tracy legen in einem Freizeitzentrum Feuer, um den dort befindlichen Mike als Brandstifter erscheinen zu lassen. Al verliert knapp die Wahl, Mike präsentiert auf Tracys Wahlparty Beweise, dass die Amtsinhaberin die Wahl manipulierte, indem sie Verstorbene Stimmen abgeben ließ. Sie verliert ihr Amt.

## Kritiken
Richard Leiby schrieb in der Washington Post vom 3. Februar 1996, in der Komödie würden weder Aykroyd noch Belushi, Myers oder Carvey mitspielen, doch Chris Farley und David Spade würden es schaffen, aus kindischen Gags Humor „auszupressen“. Das Subgenre der besonders blöden Komödien bedeute die Rückkehr des aus den Stummfilmen bekannten Slapsticks.
Cinema lobte indirekt: „Schafe zählen zum Einschlafen ist nicht!“
Das Lexikon des internationalen Films schrieb, der Film sei eine „mit lautstarkem Humor umständlich entwickelte Komödie ohne Zwischentöne“.

## Hintergrund
Die Veröffentlichung von Paramount Pictures wurde unter anderen in Monrovia (Kalifornien), in Monterey Park (Kalifornien), in Buckley (Washington) und in Schomberg (Ontario) gedreht. Sie spielte in den Kinos der USA ca. 32,4 Millionen US-Dollar ein.
Auf der Party spielt die aus Seattle stammende Grungeband Mudhoney.